# Estación de Pinhel
La Estación Ferroviária de Pinhel, igualmente conocida como Estación de Pinhel, fue una antigua plataforma de la línea de Beira Alta, que servía al Ayuntamiento de Pinhel, en el distrito de Guarda, en Portugal.

## Características

### Descripción física
En enero de 2011, presentaba dos vías de circulación, ambas con 565 metros de longitud; las dos plataformas tenían 139 y 131 metros de extensión, y 30 y 40 centímetros de altura.

## Historia
El tramo de la línea de Beira Alta entre las estaciones de Pampilhosa y Vilar Formoso, en el cual esta plataforma se inserta, entró en servicio, de forma provisional, el 1 de julio de 1882, siendo la línea totalmente inaugurada, entre Figueira da Foz y la frontera con España, el 3 de agosto del mismo año, por la Compañía de los Caminhos de Ferro Portugueses de Beira Alta.
En mayo de 1984, era utilizada por servicios Regionales y semidirectos de la operadora Caminhos de Ferro Portugueses.